# Truncu Reale
 Truncu Reale o Tronco Reale è una frazione del comune di Sassari situata nel territorio del sassarese, nella Sardegna nord occidentale, ad una altitudine di 82 m s.l.m. Qui si  trova la nuova zona industriale del comune di Sassari, alternativa a quella di Predda Niedda. 
Conta 106 abitanti e dista circa 10 chilometri da Sassari.